# Dáné Mózes
Dáné Mózes (Bagyi Mózes) (Bikafalva, 1822. február 6. – 1896. február 26.) református lelkész.

## Élete
Szüleitől szigorú, vallásos nevelést kapott. Székelyudvarhelyen tanult 14 évig. Ezután Székelykeresztúron szolgált lelkészként, 1847–1849 között az udvarhelyi református egyházmegye esperese volt. Az 1848–49-es szabadságharcban Petőfi oldalán harcolt. Részt vett a Makk-féle összeesküvésben, ezért 1853-ban a csehországi Josefstadtban letöltendő hat év börtönre ítélték. 1854-ben a büntetését öt évre mérsékelték, a vizsgálati fogságban töltött idő beszámításával. 1856 júniusában szabadult. Ezután 1865-től egészen haláláig vezette az alsósófalvi gyülekezetet. Pontos és szigorú lelkipásztornak ismerték, aki a bűnözést üldözte és az ifjúságot a tiszta erkölcs irányába igyekezett terelni. 1874 és 1889 között az udvarhelyi egyházmegye főjegyzője volt. 74 éves korában hunyt el, sírja a kiserdői temetőben áll.
1999-ben a parajdi önkormányzat és az alsósófalvi református egyház kopjafát állítottak emlékére az alsósófalvi református templomkertben.

## Műve
- Egy szó és imádság, melyet készített és a deésfalvi mélt. Pataki Julianna kisasszony hideg tetemeinek ősi sirboltjába vitelkor gyászos emelete mellett Szt-Kereszturon a szomorú háznál márcz. 9. 1836. elmondott. Marosvásárhely, 1836